# Tantilla coronata
Tantilla coronata este o specie de șerpi din genul Tantilla, familia Colubridae, descrisă de Ralph O. Baird și Girard 1853. A fost clasificată de IUCN ca specie cu risc scăzut. Conform Catalogue of Life specia Tantilla coronata nu are subspecii cunoscute.